# Theodoros Boskos
Theodoros Boskos (Panorama, 7 de abril de 2001) es un jugador de balonmano griego que juega de lateral izquierdo en el Bidasoa Irún de la Liga Asobal. Es internacional con la selección de balonmano de Grecia.
Su primer gran campeonato con la selección fue el Campeonato Europeo de Balonmano Masculino de 2024.

## Clubes
| Club                       | País   | Año         |
| -------------------------- | ------ | ----------- |
| Diomidis Argous            | Grecia | 2020 - 2021 |
| Ademar León                | España | 2021 - 2023 |
| Ángel Ximénez Puente Genil | España | 2023 - 2024 |
| Bidasoa Irún               | España | 2024 - Act. |